# Партия национального единства (Молдова)
Партия национального единства (рум. Partidul Unității Naționale) — политическая партия в Республике Молдова. Образована 14 февраля 2016 года. Своей целью Партия Национального Единства ставит воссоединение Республики Молдова с Румынией, вхождение в НАТО и Европейский союз.

## Руководство[1]
- Октавиан Цыку — председатель ПНЕ
- Траян Бэсеску — почётный председатель ПНЕ
- Виорел Иордэкеску — первый вице-председатель ПНЕ
- Владимир Цуркану[2] — первый вице-председатель ПНЕ
- Виктория Ботнарь — вице-председатель ПНЕ
- Сергей Бурлаку — вице-председатель ПНЕ
- Дорин Дущак — вице-председатель ПНЕ
- Ион Кобышенко — вице-председатель ПНЕ
- Валентина Николенко — вице-председатель ПНЕ
- Игорь Петку — вице-председатель ПНЕ
- Корнелий Пынтя — вице-председатель ПНЕ
- Лариса Урски — вице-председатель ПНЕ
- Анатолий Шалару — генеральный секретарь ПНЕ

## История

### Создание Партии «ПРАВЫЕ»
Накануне парламентских выборов в ноябре 2014 года группа членов Либерал-реформаторской партии во главе с Анной Гуцу запустила призыв о выходе Либерал-реформаторской партии из избирательной кампании на парламентские выборы 2014 года в пользу проевропейских партий с реальными шансами. Их решение было мотивировано минимальным процентом, приписываемым ЛРП опросами общественного мнения. Поэтому 14 ноября 2014 года все члены, подписавшие апелляцию, были исключены из партии по решению Национального политического совета, обвиняя их в предательстве нормативных положений.
В связи с этим, 5 сентября 2015 Анна Гуцу с инициативной группой, сформировавшей вместе с Дорином Дущаком, Анатолием Архире, Виталием Маринуцей, Георгием Шалару, Ильёй Илашку, Алиной Гециу, Максимом Гуцу, Виктором Санду и Даном Нику создаёт партию «ПРАВЫЕ» — политическая партия, которая выступает за воссоединение двух румынских государств — Республики Молдова и Румынии. В запуске инициативной группы также приняла участие депутат Европейского парламента Моника Маковей.

### Учредительный съезд Партии «ПРАВЫЕ» от 14 февраля 2016
14 февраля 2016 года состоялся съезд политической партии «ПРАВЫЕ», в котором приняли участие 250 делегатов со всей страны и приглашённые из-за рубежа. Делегаты съезда приняли устав и программу, а также номинальный состав Республиканского совета партии. В качестве председателя новой политической партии была избрана Ана Гуцу, Виктор Санду был избран генеральным секретарем, а в качестве вице-председателей избраны Илие Илашку, Дорин Дущак, Ион Урсу, Юлиан Грамацки, Анатолий Архире и Максим Гуцу. Также съезд принял Резолюция по объединению Республики Молдова с Румынией.
Согласно уставным положениям, политическая партия «ПРАВЫЕ» выступает за гармонизацию законодательства Республики Молдова с румынской и с acquis communautaire Европейского союза, чтобы способствовать политическому воссоединению двух румынских государств в ближайшем будущем.

### Внеочередной съезд ПП от 11 июня 2017
В съезде были внесены важные изменения в партийную структуру. В результате отставки Анны Гуцу в качестве председателя партии «ПРАВЫЕ» делегаты съезда избрали Анатолия Шалару, бывшего министра обороны, лидера инициативной группы Партии национального единства, а Ана Гуцу была избрана в должности первого вице-председателя партии.
Кроме того съезд внёс изменения в Устав партии и решил изменить название партии «ПРАВЫЕ» в «Партию национального единства» (ПНЕ).

### 1-й внеочередной съезд ПНЕ от 25 июня 2017
На съезде бывший президент Румынии Траян Бэсеску был единогласно избран в качестве почётного председателя Партии национального единства, а первым вице-председателем ПНЕ был избран депутат от Румынии Константин Кодряну. Съезд заявил, что цель ПНЕ состоит в том, чтобы направлять все профсоюзные силы из Республики Молдова и за её пределы, чтобы достичь цели воссоединения страны, положив конец действию пакта Риббентропа-Молотова. Кроме того, представители Партии народного движения Румынии подписали протокол о сотрудничестве с Партией национального единства, обе стороны, имеющие политическую цель, объединение Республики Молдова с Румынией.
По словам организаторов, в съезде приняли участие около 1200 делегатов из Республики Молдова и Румынии.

### 2-й внеочередной съезд ПНЕ от 7 декабря 2019
Прошедший 7 декабря 2019 съезд избрал председателем партии Октавиана Цыку, а бывший председатель Анатолий Шалару стал генеральным секретарём.

## Результаты на выборах
На президентских выборах 2016 года партия «ПРАВЫЕ» выдвинула в качестве кандидата её председателя Анну Гуцу. В первом туре она набрала 2 453 голоса и 0,17 %, заняв 9-е место и не смогла пройти во второй тур.
На досрочных выборах примара Кишинёва 2018 года Партия национального единства выдвинула в качестве кандидата его первого заместителя председателя партии Константина Кодряну. В первом туре он набрал 10 163 голоса и 4,55 %, заняв 4-е место и не смог пройти во второй тур.
На всеобщих местных выборах 2019 года Партия национального единства получила следующие результаты:
- Муниципальные и районные советы — 0,81 % голосов и 9 мандатов.
- Городские и сельский советы — 0,74 % голосов и 77 мандатов.
- 7 кандидатов были избраны примарами.